# Ulotrichopus stertzi
Ulotrichopus stertzi är en fjärilsart som beskrevs av Rudolf Püngeler 1906. Ulotrichopus stertzi ingår i släktet Ulotrichopus och familjen nattflyn. Inga underarter finns listade i Catalogue of Life.